# Onufry Chełmicki
Onufry Chełmicki herbu Nałęcz (ur. 7 września 1755 - zm. 20 grudnia 1815 w Chalinie) – sędzia pokoju powiatu wyszogrodzkiego Księstwa Warszawskiego w 1808 roku, komisarz cywilno-wojskowy ziemi dobrzyńskiej w 1790 roku, członek Zgromadzenia Przyjaciół Konstytucji Rządowej, starosta zbyszewski.
W 1808 roku odznaczony Znakiem Honorowym przez króla saskiego Fryderyka Augusta I.